# Tyrann Mathieu
Tyrann Devine Mathieu (* 13. Mai 1992 in New Orleans, Louisiana) ist ein ehemaliger amerikanischer Football-Spieler. Er spielte zuletzt bei den New Orleans Saints in der National Football League (NFL), wo er die Position eines Strong Safetys bekleidete, und hat den Spitznamen „Honey Badger“. Zuvor spielte Mathieu bei den Arizona Cardinals, den Houston Texans und den Kansas City Chiefs. Mit den Chiefs gewann er den Super Bowl LIV.

## College
Mathieu besuchte die Louisiana State University (LSU) und spielte für deren Mannschaft, die Tigers, überaus erfolgreich College Football. Er konnte mit seinem Team zahlreiche Titel gewinnen und wurde wiederholt ausgezeichnet. So gewann er etwa mit den Tigers nicht nur die Meisterschaft der SEC, sondern wurde auch zum MVP des Endspiels gewählt. Am 10. August 2012 wurde er aus der Mannschaft geworfen, da er gegen die Teamregeln im Bereich Drogenmissbrauch verstieß. Am 25. Oktober des gleichen Jahres wurde er schließlich auch wegen illegalen Besitz von Marihuana verhaftet, bevor er sich am 29. November dazu entschied, sich für den NFL Draft anzumelden.

### College-Statistiken
| Jahr | GP | Tackles | Tackles | Tackles | Tackles    | Sacks    | Pass Defense | Pass Defense | Pass Defense | Pass Defense | Fumbles      | Fumbles |
| Jahr | GP | Solo    | Ast     | Total   | Loss–Yards | No–Yards | Int–Yards    | BU           | PD           | QBH          | Rcv–Yards-TD | FF      |
| ---- | -- | ------- | ------- | ------- | ---------- | -------- | ------------ | ------------ | ------------ | ------------ | ------------ | ------- |
| 2010 | 13 | 36      | 23      | 59      | 8.5–45     | 4.5–38   | 2–0          | 7            | 0            | 1            | 2–13-0       | 5       |
| 2011 | 13 | 60      | 17      | 77      | 7.5–45     | 1.5–10   | 2–16         | 9            | 17           | 3            | 4–39-2       | 6       |

## NFL

### Arizona Cardinals

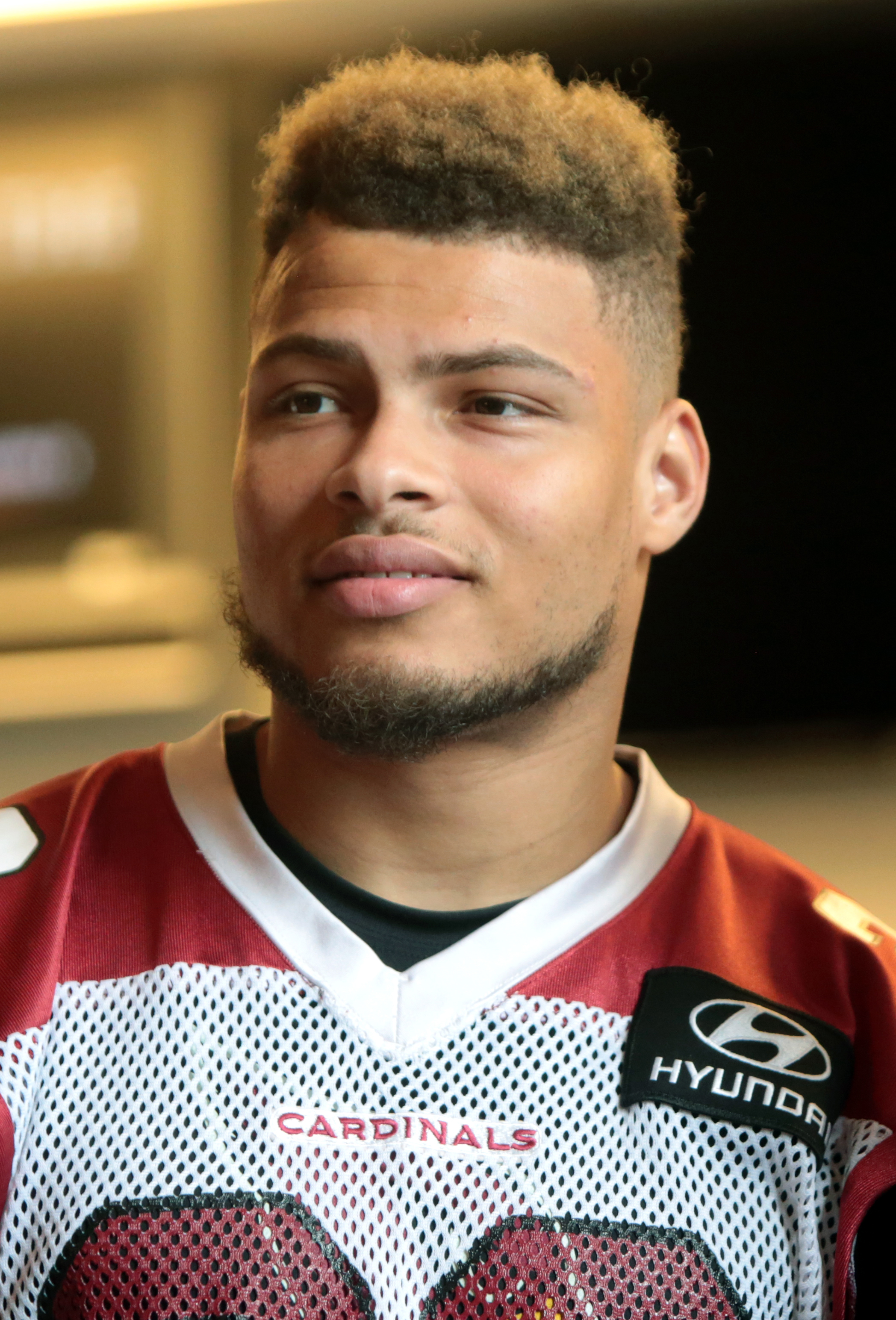
Mathieu im Dress der Arizona Cardinals (2013)

Beim NFL Draft 2013 wurde er in der 3. Runde als insgesamt 69. Spieler von den Arizona Cardinals ausgewählt. In seinem Rookiejahr wurde er als Free Safety eingesetzt und konnte sich schon bald als Starter etablieren. Schon in Woche 3 im Spiel gegen die New Orleans Saints fing er seine erste NFL-Interception. Wegen eines gerissenen Kreuzbands und einem gerissenen Außenband fiel er ab Dezember den Rest der Saison 2013 aus. Zu Beginn der Saison 2014 verpasste Mathieu drei Spiele wegen der Bänderverletzung aus der Vorsaison. Danach spielte er die restlichen 13 Spiele und erzielte am Ende 39 Tackles, eine Interception, 4 Passverteidigungen und eine Fumble-Recovery.
In der Offseason zur neuen Saison wechselte Mathieu seine Position von Free Safety zu Cornerback. Aber auch 2015 blieb ihm das Verletzungspech treu und er riss sich erneut das Kreuzband, sodass für ihn die Spielzeit nach 15 Begegnungen vorbei war. Dennoch wurde er wegen seiner guten Leistungen in den Pro Bowl berufen. Am 2. August 2016 unterschrieb Mathieu eine Vertragsverlängerung von 5 Jahren mit einem totalen Gehalt von 62,5 Millionen US-Dollar. Während der Saison hatte der anfällige Defensive Back wieder Verletzungspech und verletzte sich in Woche 8 gegen die Carolina Panthers an der Schulter. Er spielte dann nur 2 der nächsten 6 Spiele, bis er schließlich in die Injured Reserve List eingetragen wurde und seine Saison offiziell vorbei war. In der Spielzeit 2017 lief Mathieu in allen Partien als Starter auf. Ihm gelangen 78 Tackles, sieben Passverteidigungen, ein Sack sowie zwei Interceptions. Nach der Saison wurde er von den Cardinals entlassen.

### Houston Texans

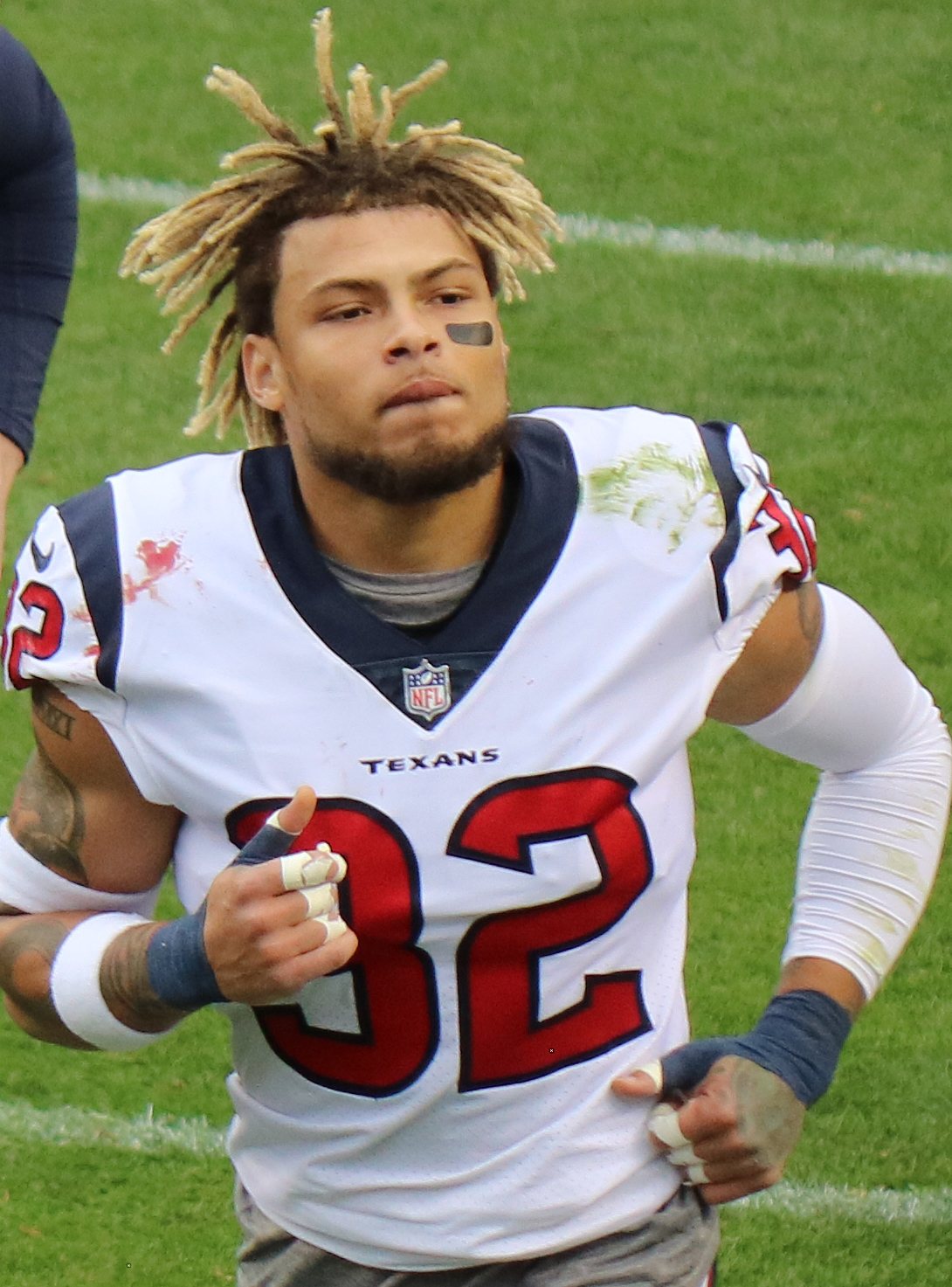
Mathieu bei den Texans (2018)

Im März 2018 unterschrieb Mathieu bei den Houston Texans einen Einjahresvertrag über 7 Mio. US-Dollar.

### Kansas City Chiefs
Am 14. März 2019 verpflichteten die Kansas City Chiefs Mathieu für drei Jahre und 42 Mio. US-Dollar. In der Regular Season 2019 stand er in allen 16 Partien auf dem Feld und war mit 75 Tackles und 4 Interceptions ein wichtiger Bestandteil seiner Franchise. Am 2. Februar 2020 gewann er mit seinem Team den Super Bowl LIV in Miami. Mathieu wurde zum zweiten Mal in seiner Karriere in das All-Pro-Team gewählt. Auch in der Spielzeit 2020 zeigte Mathieu mit 62 Tackles und 6 Interceptions, davon eine zum Touchdown zurückgetragen, gute Leistungen. Erneut stand er mit den Chiefs im Super Bowl, welcher aber mit 9–31 gegen die Tampa Bay Buccaneers verloren wurde. Mathieu machte eine unglückliche Figur und sorgte durch mehrere Auseinandersetzungen mit Tom Brady, dem Quarterback der Buccaneers, für Kontroversen. Er wurde erneut in das First-Team All-Pro und zudem in den Pro Bowl berufen.

### New Orleans Saints
Im Mai 2022 einigte Mathieu sich mit den New Orleans Saints auf einen Dreijahresvertrag im Wert von 33 Millionen US-Dollar.
Zu Beginn des Trainingscamps zur Vorbereitung auf die neue Saison erklärte Tyrann Mathieu überraschend seinen Rücktritt.

### NFL-Statistiken
| 2013            | ARI    | 13  | 65  | 3   | 68  | 1,0  | 2  | 7   | 0 | 0 | 1 | 0 | 9   |
| 2014            | ARI    | 13  | 35  | 2   | 37  | 0,0  | 1  | 9   | 0 | 0 | 0 | 1 | 4   |
| 2015            | ARI    | 14  | 80  | 9   | 89  | 1,0  | 5  | 92  | 1 | 0 | 1 | 0 | 17  |
| 2016            | ARI    | 10  | 33  | 2   | 35  | 1,0  | 1  | 9   | 0 | 0 | 1 | 0 | 4   |
| 2017            | ARI    | 16  | 70  | 8   | 78  | 1,0  | 2  | 16  | 0 | 0 | 1 | 0 | 7   |
| 2018            | HOU    | 16  | 70  | 19  | 89  | 3,0  | 2  | 6   | 0 | 0 | 0 | 1 | 8   |
| 2019            | KC     | 16  | 63  | 12  | 75  | 2,0  | 4  | 70  | 0 | 0 | 0 | 0 | 12  |
| 2020            | KC     | 15  | 47  | 14  | 61  | 0,0  | 6  | 70  | 1 | 0 | 0 | 1 | 9   |
| 2021            | KC     | 16  | 60  | 16  | 76  | 1,0  | 3  | 56  | 1 | 0 | 0 | 3 | 6   |
| 2022            | NO     | 17  | 64  | 27  | 91  | 1,0  | 3  | 44  | 0 | 0 | 1 | 1 | 8   |
| 2023            | NO     | 17  | 75  | 50  | 25  | 0,0  | 4  | 122 | 1 | 0 | 0 | 0 | 9   |
| 2024            | NO     | 17  | 47  | 15  | 62  | 0,0  | 3  | 29  | 0 | 0 | 2 | 1 | 7   |
| Gesamt          | Gesamt | 180 | 685 | 143 | 838 | 11,0 | 36 | 530 | 4 | 0 | 7 | 8 | 100 |
| Quelle: NFL.com |        |     |     |     |     |      |    |     |   |   |   |   |     |